# Кейп-Чарльз (Виргиния)
Кейп-Чарльз (англ. Cape Charles) — город в Нортгемптоне (Виргиния, США). Согласно переписи 2010 года, население составляет 1009 человек.

## История
Кейп-Чарльз был основан в 1884 году неподалёку от Чесапикского залива. В 1883 году Уильям Лоуренс Скотт приобрёл три плантации площадью около 2509 акров у потомков бывшего губернатора Виргинии, Литтлтона Уоллера Тейзуэлла. Из них 136 акров пошли на создание города Кейп-Чарльз. В том же году началось строительство железной дороги. Первоначальный город был разделён на 644 равных участка.

## География
Координаты города — 37°16′03″ с. ш. 76°00′51″ з. д. (37.267522, −76.014125). Он находится на высоте от 5 до 10 футов. По данным Бюро переписи населения США, Кейп-Чарльз имеет общую площадь в 11,3 км2. Из них 9,5 км2 приходится на сушу, а 1,8 км2 — на воду.

### Климат
Кейп-Чарльз имеет субтропический океанический климат с жарким влажным летом и прохладной, но не очень холодной зимой.

## Население
| Год переписи                              | Нас. |  | %±     |
| ----------------------------------------- | ---- |  | ------ |
| 1900                                      | 1040 |  | —      |
| 1910                                      | 1948 |  | 87,3%  |
| 1920                                      | 2517 |  | 29,2%  |
| 1930                                      | 2527 |  | 0,4%   |
| 1940                                      | 2299 |  | −9%    |
| 1950                                      | 2427 |  | 5,6%   |
| 1960                                      | 2041 |  | −15,9% |
| 1970                                      | 1689 |  | −17,2% |
| 1980                                      | 1512 |  | −10,5% |
| 1990                                      | 1398 |  | −7,5%  |
| 2000                                      | 1134 |  | −18,9% |
| 2010                                      | 1009 |  | −11%   |
| 1900–2010 — перепись населения. Источник: |      |  |        |